# Hollow Knight: Silksong
Hollow Knight: Silksong è un videogioco metroidvania sviluppato e pubblicato da Team Cherry; distribuito per Microsoft Windows, MacOS, Linux, Nintendo Switch, Nintendo Switch 2, PlayStation 4, PlayStation 5, Xbox One e Xbox Series X/S. Il gioco è in uscita per il 2025.
Silksong segue le avventure di Hornet, presente anche in Hollow Knight come una dei personaggi principali; la principessa e protettrice di Nidosacro dovrà esplorare il nuovo regno di "Pharloom". Il gioco, originariamente, doveva essere un contenuto aggiuntivo, ma venne annunciato con un teaser a febbraio 2019 come un sequel standalone.

## Modalità di gioco
Silksong è un gioco simile al suo predecessore Hollow Knight, un'avventura dinamica caratterizzata da elementi tipici dei platform 2D. Il giocatore controlla l'insettoide Hornet, presente anche nel capitolo precedente, il quale obiettivo principale è quello di scalare la Cittadella. Rispetto al titolo precedente sono state apportate alcune modifiche, come il fatto che Hornet si muova in modo più acrobatico e che la guarigione sia quasi istantanea; il protagonista potrà anche accettare degli incarichi dai PNG. Le missioni secondarie comprenderanno un diario di gioco per tenerne traccia.
Team Cherry ha dichiarato che Silksong sarà molto vasto, con almeno 165 nuovi nemici e oltre 100 diverse Panchine in tutto il mondo di gioco, rispetto alle 51 di Hollow Knight. Una delle sue aree, “Greymoor”, è una delle più grandi mai create dal team di sviluppo.

## Sviluppo
Il giorno seguente al Nintendo Direct del 13 febbraio 2019, tramite un trailer pubblicato sui canali social degli sviluppatori e di Nintendo, Team Cherry annuncia il nuovo titolo Hollow Knight: Silksong.
Il 19 agosto 2025, dopo alcuni rumor di un possibile annuncio alla Gamescom, sulla pagina X degli sviluppatori viene comunicato un annuncio speciale che andrà in onda su YouTube il 21 agosto.